# 鳥居忠広
鳥居 忠広（とりい ただひろ、生年未詳 - 元亀3年12月22日（1573年1月25日））は、戦国時代の武将。徳川氏の家臣。
四郎左衛門。鳥居直忠とも。

## 生涯

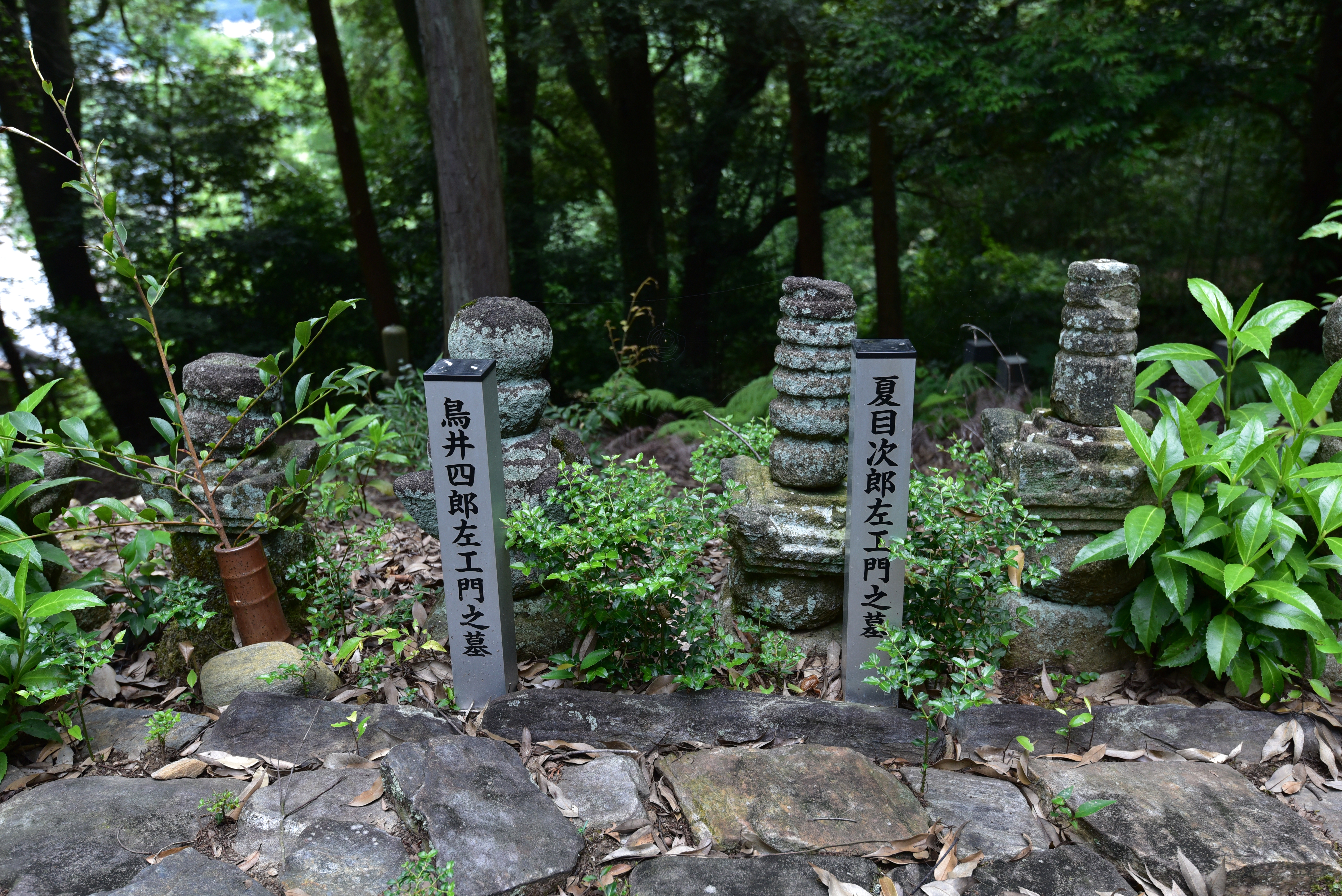
法蔵寺にある鳥居忠広の墓

生年ははっきりしていないが、鳥居忠吉の四男として生まれた。三河物語によると、三河一向一揆に参加して松平（徳川）家康と敵対したが、一揆終息後は帰参した。兄の元忠同様に武勇に優れ、姉川の戦いでは徳川軍の先鋒を務めた。軍監として働くことも多かったと言われている。
三方ヶ原の戦いにおいて家康が武田信玄に決戦を挑もうとしたときには、兵力の差などを考慮して籠城するように進言したが受け入れられず、そのことで成瀬正義に腰抜けと呼ばれ喧嘩となる（講談：湯水の行水）。予想通りに徳川軍が大敗すると、新井本坂で殿軍を務めたが武田二十四将の一人、土屋昌続と一騎打ちの末、討ち取られた。戒名：宗鑑。
徳川十六神将の一人として数えられている。子孫は小田原藩大久保氏の家臣となって存続した。